# 勝見洋一
勝見 洋一（かつみ よういち、1949年6月18日 - 2014年4月17日）は、日本の美術鑑定家、料理評論家。オーディオ評論家、エッセイストの一面も持つ。

## 来歴
東京都港区生まれ。芝高等学校、成城大学文芸学部卒業。新橋に代々続く美術商に生まれ育つ。リスボン・グルベンキャン大学、パリ・コンセルヴァトワールにおいて音楽美学を講じ、文化大革命中の北京で美術品の鑑定に携わる。実家の美術商を継ぎ、NHK「男の食彩」キャスターなどを務めた。国外では、フランスでミシュランのレストラン及びホテルガイドブック審査員を務めた。1983年、桐島洋子と結婚、2000年、『中国料理の迷宮』でサントリー学芸賞受賞。審査委員の一人が桐島だった。2002年、桐島と円満離婚。離婚後も桐島との関係は良好だった。2011年2月『文學界』に小説「餞（はなむけ）」を発表。
2014年4月17日午後3時17分、神奈川県横浜市内の病院で筋萎縮性側索硬化症による呼吸不全のため死去。64歳没。

## 著書
- 『怖ろしい味』文藝春秋 1995 のち光文社文庫
- 週刊フォトエッセイ『勝見洋一の道楽三昧』マカロニアンモナイト 1997-1998
- 『中国料理の迷宮』講談社現代新書 2000 のち朝日文庫
- 『勝見洋一の美食講座』海竜社 2002
- 『ごはんに還る 世界を食べ尽くした男の結論』祥伝社新書 2005
- 『匂い立つ美味』2007 光文社文庫
- 『匂い立つ美味 もうひとつ』2008 光文社文庫
- 『ラーメン屋の行列を横目にまぼろしの味を求めて歩く』朝日新聞出版 2009
- 『餞』幻戯書房 2011

共著
- 『沈まないトマト』小泉武夫、永山久夫共著 ジュリアン 2005